# Eosinofilia
Eosinofilia é o aumento da concentração de eosinófilos no sangue, onde a contagem sérica de eosinófilos totais é maior que 350 células/mm3. De acordo com Epstein (1998)3, pode ser classificada em:
- Leve - 351 a 1500 células/mm3 de sangue
- Moderada - 1500 a 5000 células/mm3 de sangue
- Intensa - acima de 5000 células/mm3 de sangue.[1]

O processo inverso (diminuição da concentração de eosinófilos no sangue) denomina-se eosinopenia.
A eosinofilia pode ser reativa (em resposta a outro estímulo como alergia ou infecção) ou não reativa. É muito grande o número de doenças que provocam eosinofilia, mas as situações mais comuns são as alergias e as verminoses. A liberação de interleucina 5 pelas células T, mastócitos e macrófagos estimula a produção de eosinófilos.

## Causas
A eosinofilia, na maioria das vezes, é relacionada a processos inflamatórios, tais como reação a medicamentos, inflamação inespecífica, infecção por vírus, fungos ou bactérias, infestações parasitárias, doenças autoimunes, afecções endocrinológicas, tumores e reações alérgicas.[2]
- Síndrome de Bloch Sulzberger
- Síndrome hipereosinofílica
- Parasitas (helmintos)
- Alergia
- Ateroembolismo
- Síndrome de Churg-Strauss
- Algumas formas de leucemia mielóide aguda
- Leucemia Leucemia mielóide crônica
- Linfoma de Hodgkin
- Síndrome de Gleich
- Doença de Addison
- Clonorchis
- Dengue
- Isosporíase

Se a eosinofilia persistir por mais de 6 meses, e todas as causas secundárias forem excluídas (parasitas, , câncer, linfomas, e doenças alérgicas), pode ser feito o diagnóstico da eosinofilia idiopática.

## Diagnóstico
- Hemogramas
- Testes bioquímicos
- Imunoglobulinas IgE

Para investigação de eosinofilia de causa inexplicada precisa considerar as doenças hematológicas e, para tanto, há necessidade de analisar a medula óssea por meio de testes específicos. Isso porque a condição pode ser também uma manifestação de diferentes neoplasias do sangue, como a leucemia eosinofílica crônica.